# Chaetodon robustus
Chaetodon robustus је зракоперка из реда Perciformes.

## Угроженост
Ова врста се сматра рањивом у погледу угрожености врсте од изумирања.

## Распрострањење
Ареал врсте је ограничен на једну државу. 
Зеленортска острва су једино познато природно станиште врсте.